# August Geyer
August Johann Wilhelm Andreas Geyer (* 31. Mai 1831 in Asch/Böhmen; † 27. Dezember 1885 in München) war ein deutsch-österreichischer Strafrechtler, Rechtsphilosoph und Hochschullehrer.

## Leben und Wirken
August Geyer studierte Rechtswissenschaft an der Deutschen Universität Prag und der Universität Wien. In Wien promovierte er 1856 zum Doktor beider Rechte. Ein Jahr später (1857) habilitierte er sich an der Deutschen Universität Prag. Zunächst dort als Privatdozent tätig, wurde er im Jahre 1860 Professor für Kriminalrecht und Rechtsphilosophie an der Universität Innsbruck. Im Amtsjahr 1866/67 war er Rektor dieser Universität. 1872 wurde er als Professor an die Universität München berufen.
Geyer veröffentlichte (zum Teil umfangreiche und auch in andere Sprachen übersetzte) strafrechtliche Werke und beschäftigte sich außerdem (neben der Rechtsphilosophie) u. a. mit Notwehr und der Todesstrafe.

## Veröffentlichungen (Auswahl)
- Die Lehre von der Nothwehr. Eine strafrechtliche Abhandlung. Mauke, Jena 1857 (Digitalisat).
- Erörterungen über den allgemeinen Thatbestand der Verbrechen nach österreichischem Recht. Wagner, Innsbruck 1862 (Digitalisat).
- Geschichte und System der Rechtsphilosophie in Grundzügen. Wagner, Innsbruck 1863 (Digitalisat).
- Über die neueste Gestaltung des Völkerrechtes. Wagner, Innsbruck 1866 (Digitalisat).
- Besprechung des Entwurfs eines Strafgesetzes über Verbrechen und Vergehen für die nicht-ungarischen Länder Österreichs vom Jahre 1867. Manz, Wien 1867 (Digitalisat).
- Ueber die Todesstrafe. Gaßner, Innsbruck 1869.
- Lehrbuch des gemeinen deutschen Strafproceßrechts. Fues's Verlag (R. Reisland), Leipzig 1880 (Digitalisat).
- Ueber die den ungerecht Angeklagten oder Verurtheilten gebührende Entschädigung. Habel, Berlin 1882 (Digitalisat).

- Grundriss zu Vorlesungen über gemeines deutsches Strafrecht. Zwei Bände. Ackermann, München 1884/1885 (Bd. 1: Digitalisat, Bd. 2: Digitalisat).
- Kleinere Schriften strafrechtlichen Inhalts. Hrsg. von Heinrich Harburger. Ackermann, München 1889 (Digitalisat).